# Santa María de Guaymas
Santa María de Guaymas es un ejido del municipio de Empalme ubicado en el sur del estado mexicano de Sonora. El ejido es la tercera localidad más poblada del municipio, ya que según los datos del Censo de Población y Vivienda realizado en 2020 por el Instituto Nacional de Estadística y Geografía (INEGI), Santa María de Guaymas tiene un total de 1719 habitantes. Se encuentra en la carretera estatal 85, en el tramo La Atravezada–Ortíz.

## Geografía
Santa María de Guaymas se sitúa en las coordenadas geográficas 28°08'34" de latitud norte y 110°41'29" de longitud oeste del meridiano de Greenwich, a una elevación de 66 metros sobre el nivel del mar, cerca del pueblo fluye el río Mátape.